# Ce Acatl Topiltzin Quetzalcoatl
 (mars 2013).
Ce Acatl Topiltzin Quetzalcoatl est un chef toltèque, fondateur mythique de Tula. Le récit mythique de la vie de ce personnage s'est développé à Tula entre le IXe et XIe siècles ; il fusionne les mythes mésoaméricains plus anciens du serpent à plumes, appelé Quetzalcóatl (« serpent quetzal » ou « serpent vert ») en nahuatl (langue présumée des Toltèques), d'Ehecatl et de Vénus, en y incorporant les mythes de la royauté divine et de la vie éternelle. Différentes versions de ce mythe de Ce Acatl Topiltzin Quetzalcoatl se sont diffusées à travers la Mésoamérique postclassique, aboutissant à la figure polymorphe du dieu Quetzalcóatl.

## Sources
Ce Acatl Topiltzin Quetzalcoatl est l'individu le plus cité dans les textes mésoaméricains. On peut notamment citer l’Histoire générale des choses de la Nouvelle-Espagne, qui a diffusé une idéalisation de Tula, les Anales de Cuauhtitlan, qui indiquent des dates précises des évènements, la Leyenda de los Soles et l’Histoire des Mexicains par leurs peintures, qui se basent probablement sur un même codex disparu, l’Histoire du Mechique d'André Thévet, le Codex Ríos, le Memorial breve de Chimalpahin et la Historia tolteca-chichimeca,.

## Mythe

### Ascendance
Les récits mésoaméricains mettent en évidence la double origine ethnique de Ce Acatl Topiltzin Quetzalcoatl, à la fois chichimèque et nahua. Son père aurait été Mixcoatl-Camaxtli ("serpent de nuage"), divinisation archétypale des chasseurs-cueilleurs chichimèques des déserts du nord du Mexique, qui aurait envahi le bassin de Mexico à la tête de guerriers sanguinaires, vivant de razzias et de pillages. Sa mère aurait été une nahua du plateau central du Mexique, nommée Chimalma ou Chimalman.

Leur enfant aurait reçu le titre de « Topiltzin » (« notre seigneur », « notre prince ») et aurait été nommé « Ce Acatl » (date calendaire « 1-Roseau ») en référence à sa date de naissance. Cette date a suscité tellement de divergences d'interprétations qu'on peut résumer ainsi l'historiographie de ce sujet : 

« Ce Acatl Topiltzin Quetzalcoatl, fils de Itzacmixcoatl et Chimalma, est né, au moins pour les êtres humains, dans le haut plateau central du Mexique en l'an 843 ou en 895 ou en 935 ou en 947 ou en 1156... Né? Eh bien, selon les études détaillées des sources, il est possible de nier son existence ou d'affirmer qu'il est mort à Uxmal, dans la Pyramide du Devin le 4 avril 1208, à six heures du soir, heure du Yucatan. »

Selon l'Histoire du Mechique, ses parents auraient eu plusieurs enfants ensemble, et comme son père aurait préféré Quetzalcoatl aux autres, ceux-ci auraient essayé de l'assassiner, mais se seraient fait annihiler par lui.
Selon la Leyenda de los Soles, Chimalman serait morte en couches et Mixocatl serait mort assassiné par ses frères pendant l'enfance de Quetzalcoatl.
Selon d'autres sources[Lesquelles ?], c'est parce qu'il a été élevé par sa mère, aux traditions pacifiques, qu'il serait devenu plus tard prêtre de Tula.

### Le héros fondateur
En 968[réf. nécessaire], il aurait fondé la ville de Tula, future capitale de l'empire toltèque. Il y aurait été couronné roi, mais aurait aussi eu la fonction de prêtre principal sous le titre de Quetzalcóatl, le "serpent à plumes". Il se serait appuyé militairement sur les anciens alliés de son père, tout en conservant les enseignements donnés par sa mère.

### L'âge d'or
Sous le règne de Quetzalcóatl, les palais sont spacieux et richement décorés : les murs sont recouverts d'or, de turquoise et de plumes précieuses. Dans les champs poussent des épis de maïs multicolores. Quetzalcoatl règne en paix sur Tula, sans violence ; il est contre la guerre et interdit les sacrifices humains n'offrant que de l'encens, des papillons et des oiseaux aux dieux.

### L'exil
Mais son pacifisme rend furieux les dieux avides de sang et de sacrifices qui envoient Tezcatlipoca, frère de Quetzalcoatl, sous l'aspect d'un beau jeune homme accompagné de deux sorciers. Tezcatlipoca aurait corrompu Quetzalcoatl en le faisant boire une boisson alcoolisée à base de jus de cactus. Après avoir éméché son frère, Tezcatlipoca en profita pour séduire la fille du chef Uemac et également nièce de Quetzalcoatl.
À son réveil, honteux, Quetzalcoatl pense avoir trahi ses engagements de prêtre et choisit d'abandonner Tula en partant vers l'est, simplement suivi d'une poignée de fidèles. C'est une fin mystérieuse, nul ne sait ce qu'il advient du chef toltèque.
Cet exil se produit lorsque Quetzalcoatl avait 52 ans, qui est la durée du « siècle mésoaméricain », en une année Ce Acatl, comme sa naissance, car, comme souvent dans les mythes mésoaméricains, le signe calendaire du début et de la fin d'un mythe sont identiques, pour exprimer le caractère cyclique du temps et du cosmos.
Selon les récits aztèques, il avait promis de revenir, et, selon certaines sources[Lesquelles ?], l'arrivée d'Hernán Cortés et des conquistadors espagnols en 1519 aurait été assimilée, dans un premier temps, au retour de Ce Acatl Topiltzin Quetzalcoatl.

## Représentation

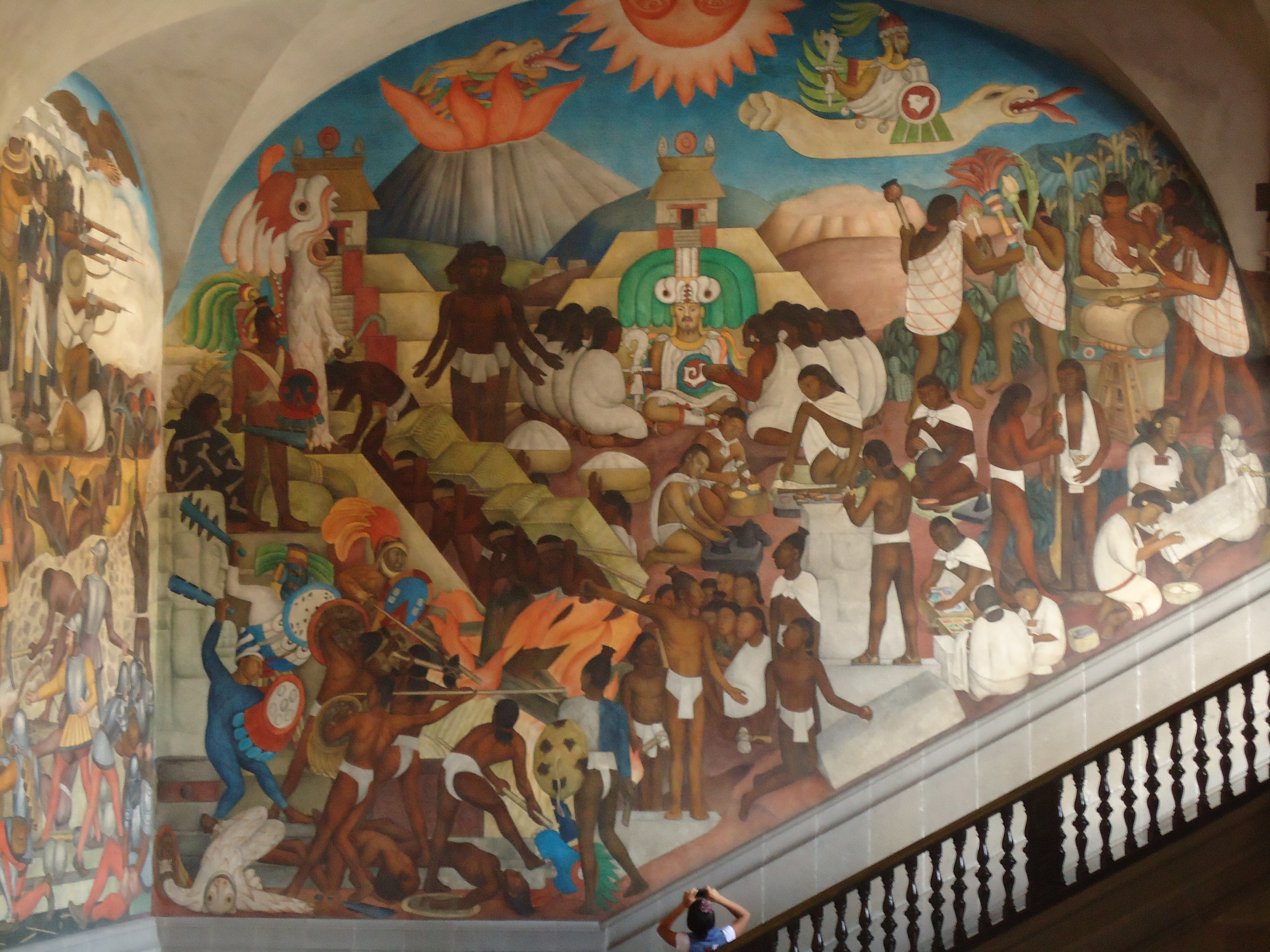
Sur le mur droit de la fresque Épopée du peuple mexicain de Diego Rivera, qui représente la légende de Ce Acatl Topiltzin Quetzalcoatl, ce dernier apparaît sous les traits d'un homme blanc et barbu portant une coiffe de plumes vertes, assis en tailleur au centre.

Les chroniqueurs espagnols du XVIe siècle, en particulier les religieux Bartolomé de las Casas et Juan de Torquemada, l'ont décrit comme un homme barbu à la peau blanche.
C'est ainsi que le peintre muraliste mexicain Diego Rivera l'a représenté, dans la partie droite de la fresque Épopée du peuple mexicain qu'il a peinte sur les murs du Palais national de Mexico.